# Långvik (Geta, Åland)
Långvik är en sjö i Åland (Finland). Den ligger i den nordvästra delen av landskapet, 30 km norr om huvudstaden Mariehamn. Långvik ligger 21 meter över havet. Den ligger på ön Fasta Åland.